# Graphicomassa margarita
Graphicomassa margarita, nombre común cáscaras de arroz, nombre hawaiano laiki, es una especie de caracol pequeño de mar, un molusco gastrópodo marino de la familia Columbellidae, los caracoles paloma. Los caparazones de esta especie son usados para hacer leis en Hawái.